# Distaplia skoogi
Distaplia skoogi är en sjöpungsart som beskrevs av Wilhelm Michaelsen 1934. Distaplia skoogi ingår i släktet Distaplia och familjen Holozoidae. Inga underarter finns listade i Catalogue of Life.